# Liste der Monuments historiques in Cauroir
Die Liste der Monuments historiques in Cauroir führt die Monuments historiques in der französischen Gemeinde Cauroir auf.

## Liste der Objekte
| Bezeichnung                  | Beschreibung                  | Standort               | Kennzeichnung | Schutzstatus | Datum | Bild |
| ---------------------------- | ----------------------------- | ---------------------- | ------------- | ------------ | ----- | ---- |
| Skulptur des heiligen Rochus | Holz, polychrom gefasst, 1830 | in der Kirche St-Léger | PM59006366    | Inscrit      | 1988  |      |